# Championnat du monde de dames 2016
Le match pour le championnat du monde de dames 2016 s'est déroulé du 3 au 16 décembre 2016 dans différentes villes des Pays-Bas entre le deuxième de la Coupe du Monde, Jan Groenendijk et le troisième, Roel Boomstra. Normalement, le match aurait dû être joué entre le champion en titre et le vice-champion, mais le défenseur du titre Alexander Georgiev s'est retiré, car après dix titres mondiaux il ne voyait plus aucun défi dans les dames. Boomstra a donc pris la place de Georgiev. Sur les douze parties du match, Roel Boomstra en a remporté quatre.
|   |                             | Groningen | Groningen | Groningen | Groningen | Wageningue | Wageningue | Wageningue | La Haye | La Haye | Scheveningen | Scheveningen | Scheveningen |       |
|   | Match                       | 1         | 2         | 3         | 4         | 5          | 6          | 7          | 8       | 9       | 10           | 11           | 12           | Total |
| - | --------------------------- | --------- | --------- | --------- | --------- | ---------- | ---------- | ---------- | ------- | ------- | ------------ | ------------ | ------------ | ----- |
| 1 | Roel Boomstra ( Pays-Bas)   | 2         | 1         | 1         | 1         | 2          | 1          | 1          | 2       | 1       | 2            | 1            | 1            | 16    |
| 2 | Jan Groenendijk ( Pays-Bas) | 0         | 1         | 1         | 1         | 0          | 1          | 1          | 0       | 1       | 0            | 1            | 1            | 8     |